# Pedro de Camprobín

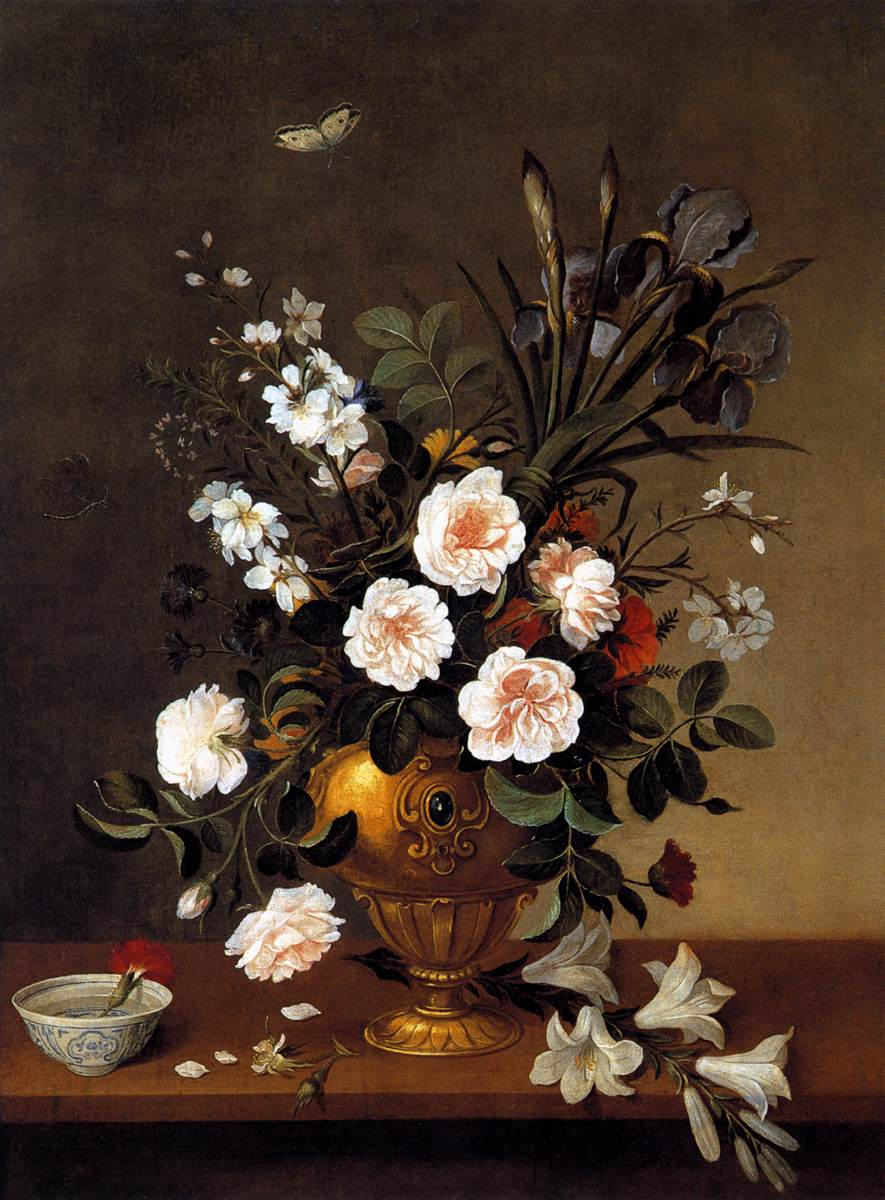
Pedro de Camprobín: Strauß mit rosa Rosen und blauen Iris in einer Metallvase und eine Porzellanschale mit Nelke (Teil eines Paares), signiert und datiert 1663, Öl auf Leinwand, 77 × 58 cm, Prado, Madrid

Pedro de Camprobín (oder Camprobín Passano; * 1605 in Almagro  (Ciudad Real); † 22. Juli 1674 in Sevilla) war ein spanischer Maler des Siglo de Oro und ein führender Stilllebenmaler von Sevilla.

## Leben
Er war ein Sohn des gleichnamigen Silberschmieds Pedro de Camprobín und der Giovanna Passano; seine Mutter war italienischer Abstammung und verwandt mit den beiden Genueser Malern Giovanni Battista (Juan Bautista) und Stefano (Esteban) Peroli, die den Palast des Marqués de Santa Cruz in Viso del Marqués (bei Ciudad Real) mit Wandgemälden dekoriert hatten.
Als 14-Jähriger, im Jahr 1619, begann Pedro de Camprobín eine Lehre in der Werkstatt von Luis Tristán in Toledo, wo er möglicherweise bis zu dessen Tode 1624 blieb. Von Alfonso E. Pérez Sánchez vermutete weiterbildende Kontakte Camprobíns zu dem ebenfalls in Toledo wirkenden Alessandro de Loarte (verst. 1626) oder gar in Madrid zu Juan van der Hamen sind nicht dokumentarisch belegbar.
Dagegen ist Camprobín ab 1628 in Sevilla nachgewiesen, das damals eins der bedeutendsten künstlerischen Zentren Spaniens war. Dort heiratete er im November des Jahres María de Encalada, die Tochter des Malers Antonio de Arnos, und verbrachte sein gesamtes weiteres Leben in Sevilla. Knapp zwei Jahre später, am 3. Juni 1630, wurde er offiziell in die Malergilde von Sevilla aufgenommen und trat außerdem in eine Bruderschaft ein, die Hermandad Sacramental del Sagrario.

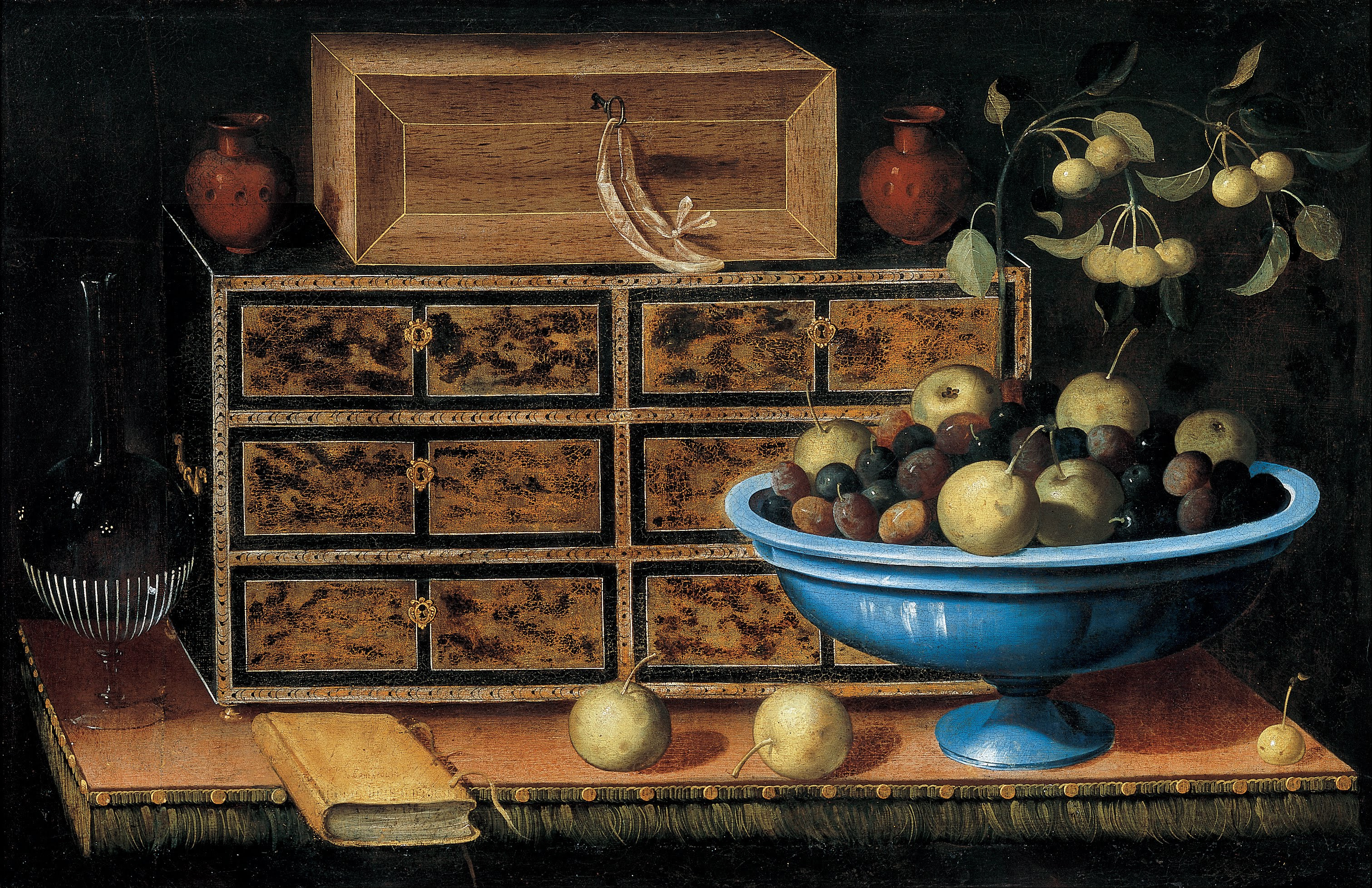
Stillleben mit Kabinettschränkchen, Schatulle, Vasen und blauer Obstschale (Teil eines Paares), signiert, um 1630, Fundación Banco Santander

1634 signierte und datierte er sein einziges erhaltenes religiöses Gemälde, eine Maria Magdalena für die Sevillaner Kirche del Divino Salvador. Das Bild zeigt einen gewissen Einfluss von Francisco de Zurbarán.
Camprobín spezialisierte sich auf Stillleben und entwickelte sich nicht nur aufgrund seiner langen künstlerischen Laufbahn, sondern auch in künstlerischer Hinsicht, zum führenden Stilllebenmaler von Sevilla, zeitweise in den 1640er Jahren neben dem 15 Jahre jüngeren und früh verstorbenen Juan de Zurbarán († 1649). Er malte Früchte und Blumen, Gebäck und Süßigkeiten, Geflügel und Musikinstrumente. In manchen seiner Bilder verwendete er Landschafts- und Architekturhintergründe.
Camprobín war der erste und einzige Blumenmaler von Rang in der andalusischen Hauptstadt. Von seinem Erfolg zeugt, abgesehen von erhaltenen Gemälden, die Tatsache, dass er ganze Serien von Blumenbildern für die Konvente der Stadt malte, darunter ein Auftrag für 12 Blumenbilder allein für die Kapelle der Nuestra Señora de los Dolores in der Kirche San Pablo.
1660 gehörte er neben Murillo, Juan de Valdés Leal und Francisco de Herrera dem Jüngeren zu den Gründungsmitgliedern der Academia de Dibujo y Pintura von Sevilla, an der Camprobín bis zu seinem Tode unterrichtete.
Der Maler machte am 30. September 1670 sein Testament und verstarb vier Jahre später, mit 69 Jahren. Sein Tod wurde am 22. Juli 1674 im Register seiner Bruderschaft eingetragen.
Der Prado in Madrid besaß bis zum Jahr 2006 kein einziges Werk von Camprobín, erst in jenem Jahr gelangten vier exzellente Stillleben des Künstlers aus der Colección Naseiro in die Sammlungen des berühmten Museums. Andere bedeutende Werke Camprobíns befinden sich im Meadows Museum in Dallas, in der Colección Masaveu und in verschiedenen Privatsammlungen (siehe Werkliste unten).

## Würdigung und Stil

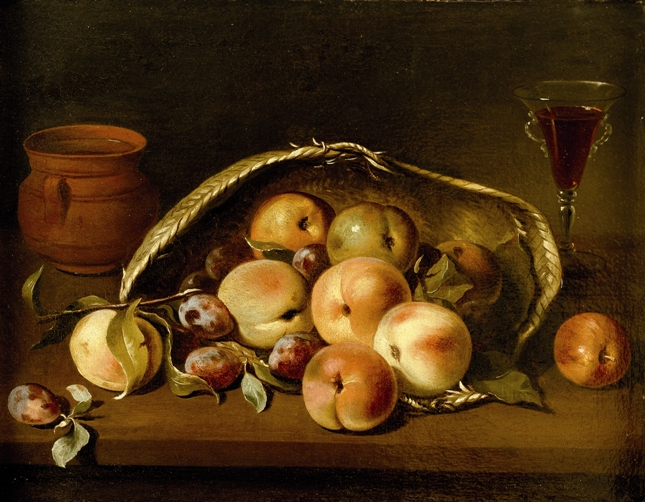
Korb mit Pfirsichen, Äpfeln und Pflaumen, signiert und datiert 1654, Öl auf Leinwand, 36 × 46 cm, Prado, Madrid

In Camprobíns erhaltenen Werken spiegelt sich eine beachtliche künstlerische Entwicklung, es gibt allerdings auch einige Unwägbarkeiten aufgrund vieler undatierter Gemälde. Pérez Sanchez hat auf subtile Einflüsse durch Werke Juan van der Hamens hingewiesen, ebenso durch Francisco de Zurbarán. So weist beispielsweise Camprobíns Küchenstillleben mit Geflügel von 1653 (The Meadows Museum, Dallas) noch eine anscheinend von Van der Hamen übernommene mehrstufige Komposition auf, ist aber ansonsten in der lockeren Anordnung und im malerischen Stil ganz auf der Höhe seiner Zeit.
Fest steht auch, dass es zeitweise im Werk Camprobíns eine deutliche Affinität zu Juan de Zurbarán gab, ohne dass klar ist, wer der Gebende und wer der Nehmende war. So besitzt ein signierter Obstteller mit Granatäpfeln und Weintrauben in einer Privatsammlung in Barcelona eine auffällige stilistische Ähnlichkeit mit den wenigen gesicherten Gemälden von Juan de Zurbarán. Jordan und Cherry entdeckten auf Camprobíns Obstteller ein teilweise beschädigtes Datum, das als 1632 oder 1652 gelesen werden kann, und wiesen darauf hin, dass im ersteren Falle Camprobín eine Vorreiterrolle in diesem Genre in Sevilla gespielt haben müsste, neben Francisco de Zurbarán. Dass Jordan es für wahrscheinlicher hält, dass das Datum als 1652 gelesen werden sollte und Camprobín umgekehrt vom jüngeren Juan de Zurbarán beeinflusst war, scheint dagegen nicht uneingeschränkt nachvollziehbar. Zuschreibungsprobleme gab es auch bei einem Teller mit Obst und einem Distelfink (Museu Nacional d’Art de Catalunya, Barcelona), der früher Camprobín, aber inzwischen Juan de Zurbarán zugeschrieben wird.

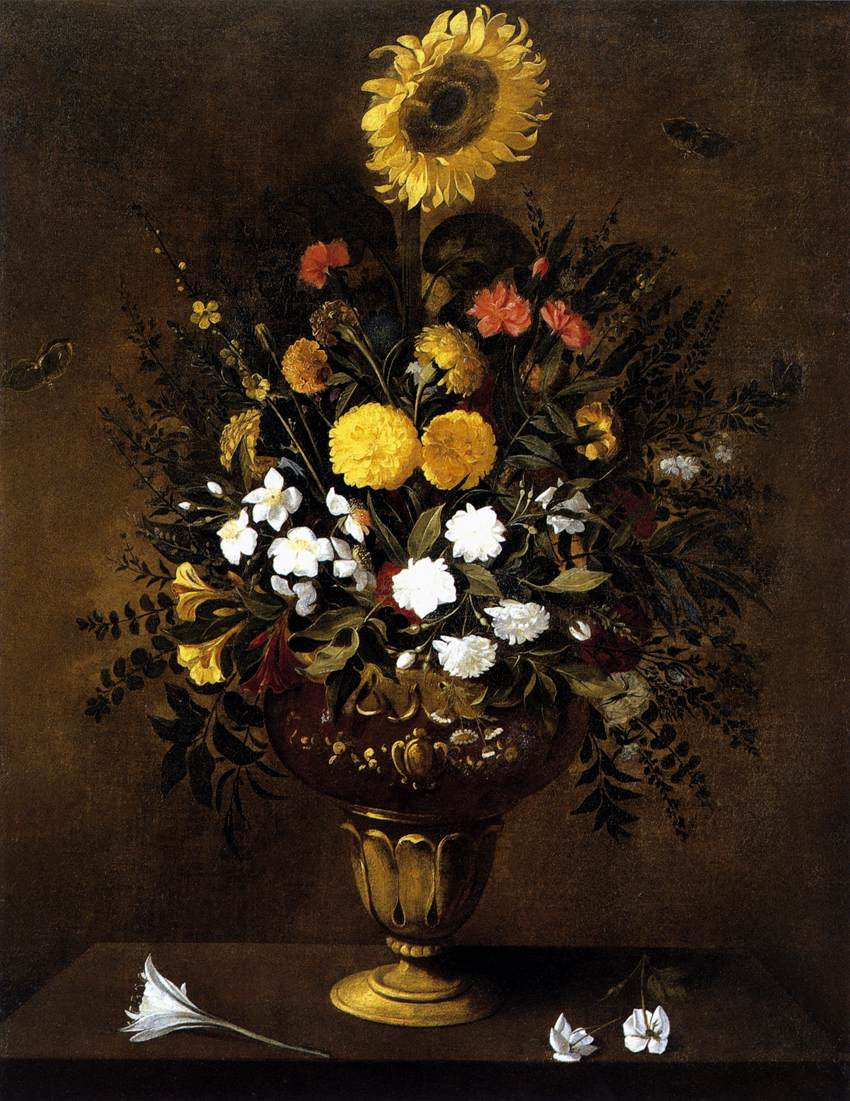
Blumenvase mit Sonnenblume und gelben Tagetes, 1665, Öl auf Leinwand, 83 × 67 cm, Privatsammlung

Spätestens ab 1650 wird jedoch klar, dass Camprobín einen eigenständigen und bedeutenden Beitrag zur spanischen Stilllebenmalerei leistete, besonders in der Darstellung von Obst und in der Blumenmalerei. Dabei wiesen Jordan und Cherry auf die außerordentlich sublime Technik aus feinsten Schichten durchsichtiger Lasuren hin, mit denen Camprobin seine späten Werke der 1650er und 1660er Jahre gestaltete. Tragischerweise wurden relativ viele Werke des Künstlers später durch unsachgemäße, ungeschickte Restaurierungen ruiniert, weil die Maloberfläche durch zu harte Lösungsmittel teilweise abgetragen wurde – ähnlich wie auch bei Bildern von Tomás Yepes.
Seine besterhaltenen Stillleben sind völlig anders als die gleichzeitig in Madrid gemalten üppigen, dramatisch-barocken und leuchtend bunten Blumenbilder von Juan de Arellano, bei denen Rottöne überwiegen. Camprobíns Stillleben strahlen eine ruhige, natürliche Heiterkeit, Leichtigkeit und Eleganz aus und zeigen ein sensibles, samtiges Kolorit, mit dezent nuancierten, wenn auch durchaus leuchtenden Farbtönen. Die Objekte – Früchte, Blumen, Gebäck – erscheinen in ungezwungen wirkender Anordnung vor halbbeleuchteten Hintergründen mit raffinierten Licht- und Schattenwirkungen. Seine Blumenbilder sind sehr abwechslungsreich, jedes besitzt eine eigene Farbharmonie. Die Blumensträuße stehen locker in den Vasen, mit reichlich Luft und Raum zwischen den dekorativ angeordneten Blüten und Stängeln. Die einzelnen Blüten sind botanisch gut beobachtet, typisch ist zugleich eine malerische, große Weichheit, besonders auffällig bei den Rosen. Neben einen großen Blumenstrauß in festlichen, meist metallenen Vasen aus Messing oder vergoldeter Bronze, stellt er meistens kleine, fragil wirkende Schälchen oder Vasen aus Glas oder Porzellan mit einzelnen Blüten oder lässt einzelne Blüten oder Zweige auf den Tisch fallen. Seine Bilder werden außerdem durch fliegende Schmetterlinge und zuweilen sogar eine Libelle belebt – eine in Spanien eher ungewöhnliche Eigenheit.
Daneben malte er Stillleben vor architektonischen und Landschaftskulissen, bei denen im Vordergrund neben Obst, Geschirr oder Blumen auch Musikinstrumente oder Bücher zu sehen sind. Diese Darstellungen unterscheiden sich deutlich vom klassischen Stillleben und wirken eher wie eine Wanddekoration (als fingiertes Fresko).
Zu den besten erhaltenen Gemälden Camprobíns zählt ein signiertes und datiertes Paar Stillleben von 1663, das heute zur Colección Masaveu gehört; das eine davon zeigt eine Schale mit süßem Gebäck und eine Vase mit Nelken und Jasmin, das zweite einen Teller mit Kastanien, ein Glas mit Oliven und eine Schale Wein.
Das unsignierte Gemälde Der Kavalier und der Tod aus dem Hospital de la Santa Caridad in Sevilla wurde Camprobín von Valdivieso und Serrera (1980) zugeschrieben. Es handelt sich um eine Vanitasdarstellung mit einem jungen Mann, der dem Tod in Gestalt einer verschleierten Dame begegnet, inmitten einer stilllebenhaften Anhäufung von für diese Art von Malerei typischen Gegenständen, wie Bücher, eine Gitarre, eine Pistole, Spielkarten und Münzen.

## Bildergalerie

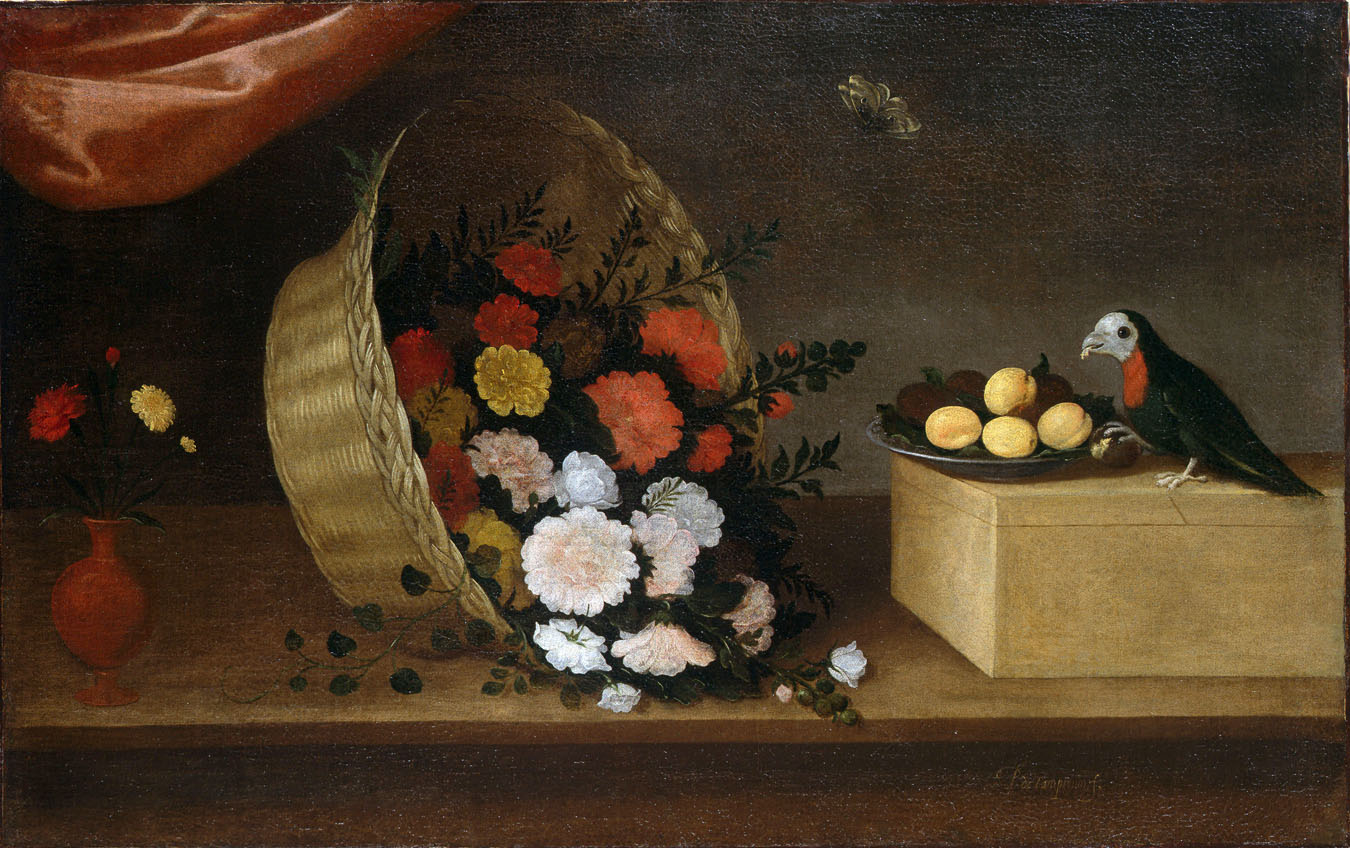
Ein liegender Korb mit Rosen und Nelken, ein Teller Aprikosen und ein Papagei auf einer Schachtel, signiert, Öl auf Leinwand, 63,2 × 100,5 cm, Privatsammlung (ehem. in Auktion bei Christie’s)
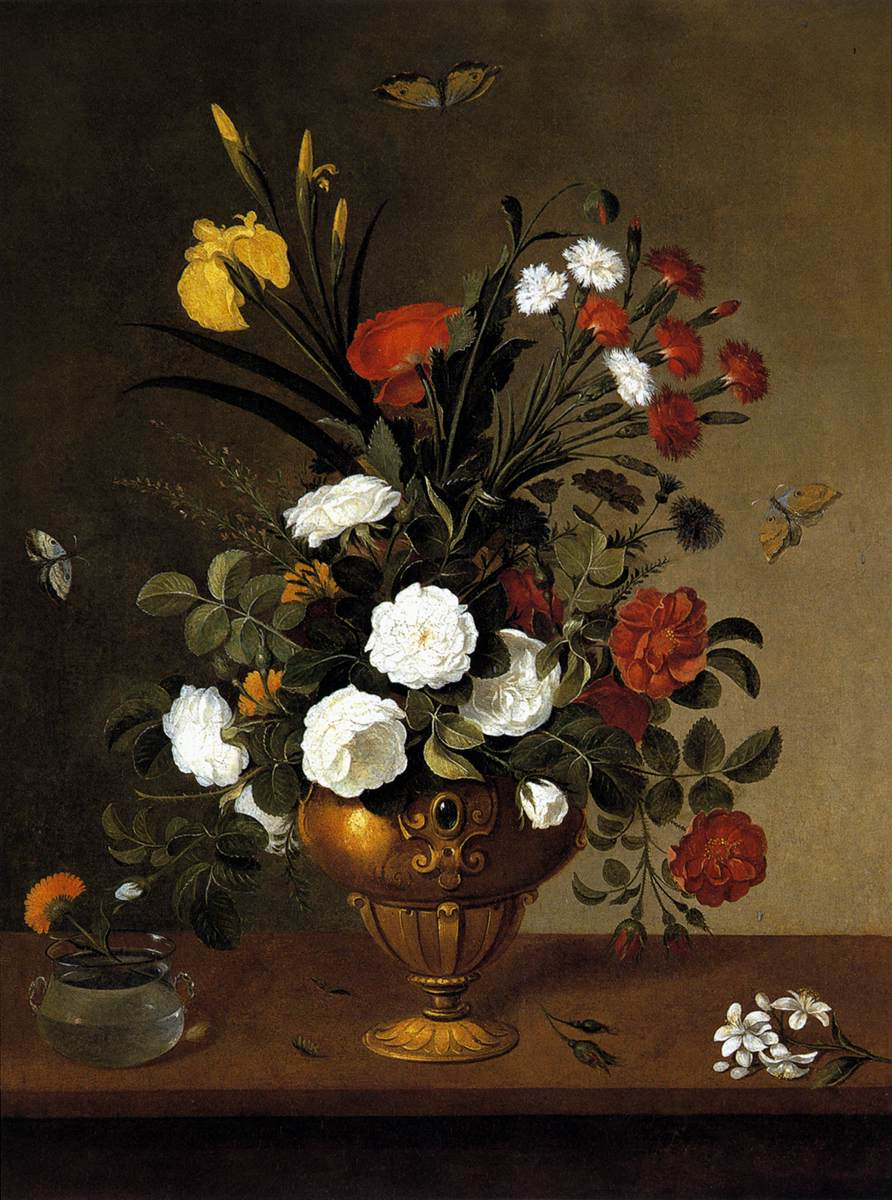
Strauß mit weißen und roten Rosen und Nelken und gelber Iris in einer Metallvase und eine Glasschale mit Ringelblume (Teil eines Paares), signiert und datiert 1663, Öl auf Leinwand, 77 × 58 cm, Prado, Madrid
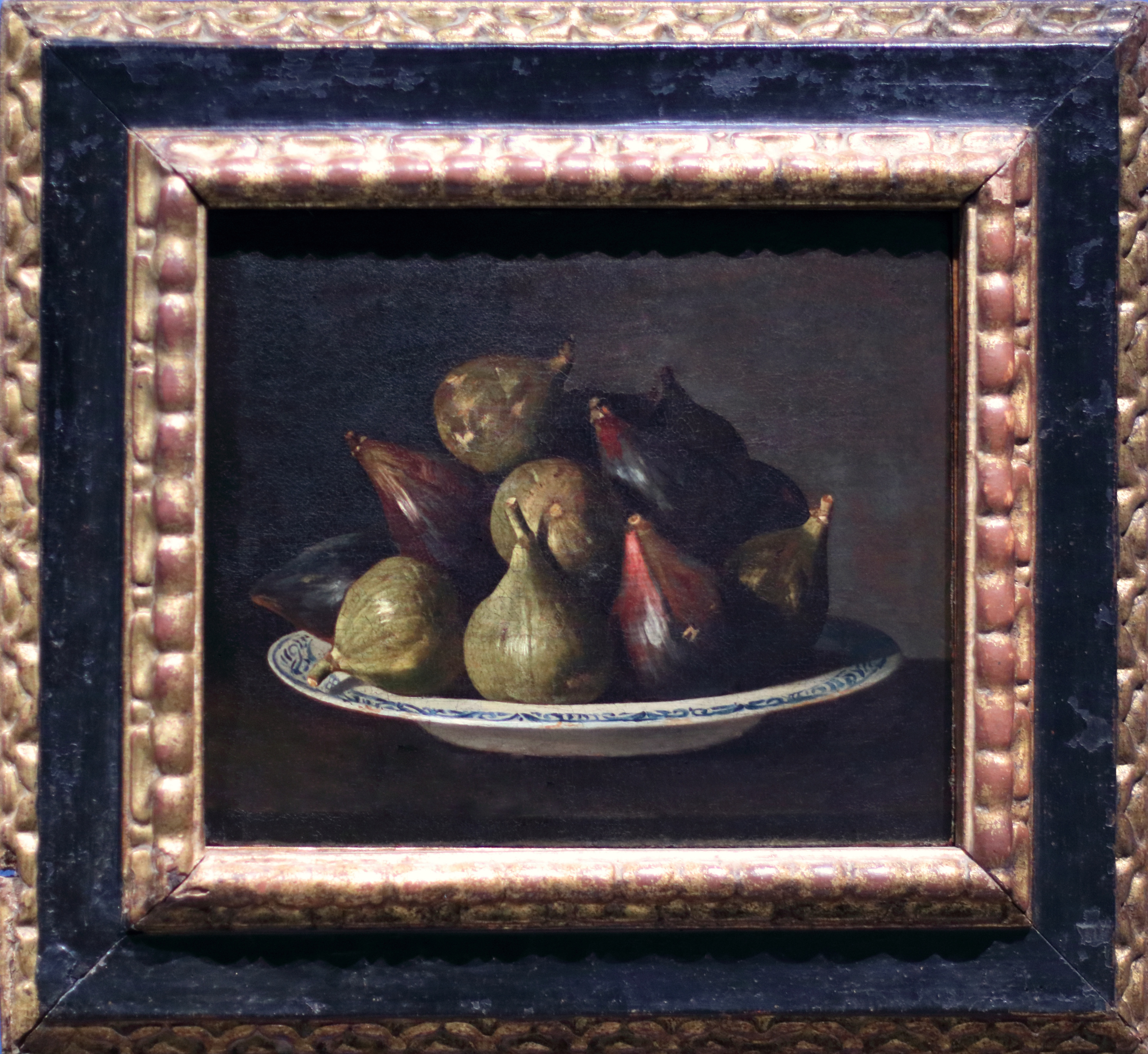
Keramikschale mit Feigen, ca. 1656, Privatsammlung, zeitweise im Depot des Museu Nacional d’Art de Catalunya, Barcelona
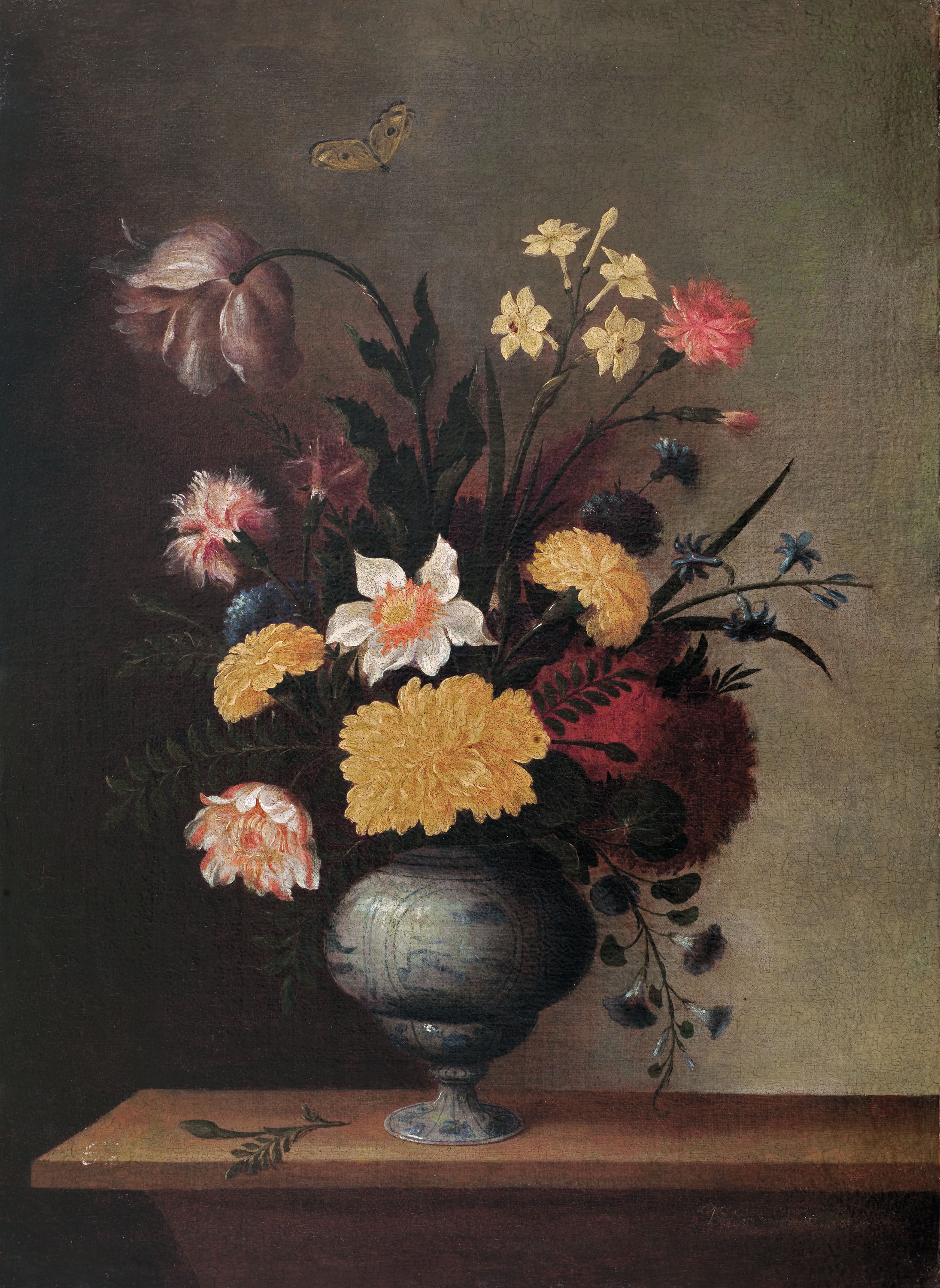
Blumen in blau-weißer Keramikvase  (Teil eines Paares), 1667, Öl auf Leinwand, 62 × 45 cm, Privatsammlung, zeitweise im Depot des Museu Nacional d’Art de Catalunya, Barcelona

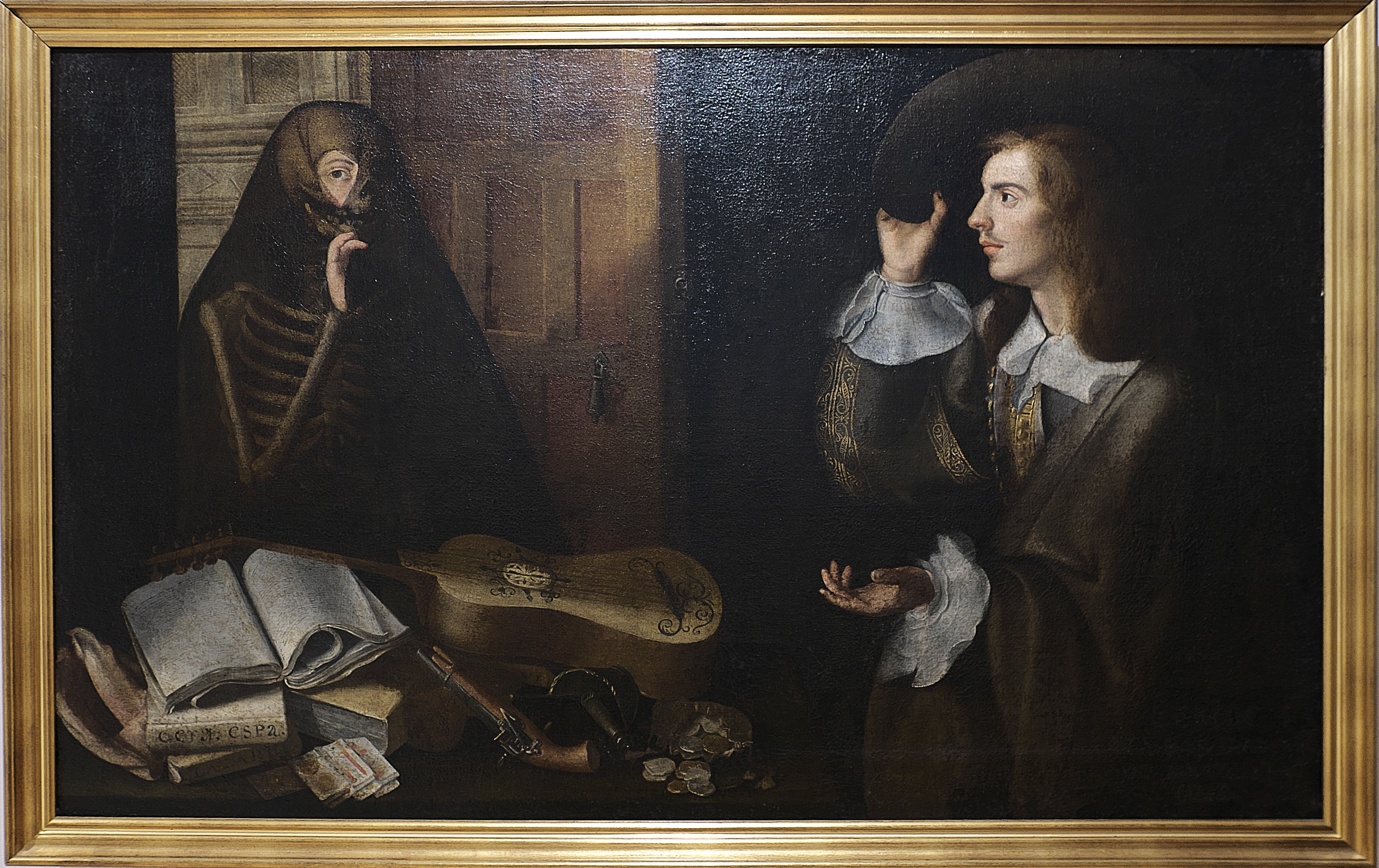
Pedro de Camprobín zugeschrieben: Der Kavalier und der Tod, Hospital de la Santa Caridad, Sevilla

## Werke (Auswahl)

### Gesicherte Werke
- Büßende Magdalena, 1632–1634, Kirche del Divino Salvador, Sevilla
- Ein Paar von Stillleben mit Kabinettschränkchen, Schatullen, Vasen und blauen Obstschalen, signiert, um 1630, Fundación Banco Santander
- Ein Korb mit Blumen und ein Papagei, ca. 1640, Museu Nacional d’Art de Catalunya, Barcelona[22]
- Ein liegender Korb mit Rosen und Nelken, ein Teller Aprikosen und ein Papagei auf einer Schachtel, signiert, Privatsammlung (ehem. in Auktion bei Christie’s)
- Obstteller mit Granatäpfeln und Weintrauben, signiert und datiert (1632 oder 1652 ?), Privatsammlung, Barcelona
- Ein Korb mit Weintrauben, ein Granatapfel, Apfel, Pfirsiche und ein Weinglas, signiert, ca. 1650–55, Privatsammlung (ehem. in Auktion bei Sotheby’s)[23]
- Keramikschale mit Feigen, ca. 1656, Privatsammlung (zeitweise im Depot des Museu Nacional d’Art de Catalunya, Barcelona)[22]
- Tondo mit Rosen in einer metallenen Vase, ca. 1640–1660, Prado, Madrid
- Küchenstillleben mit Geflügel, 1653 (oder 1623 ?), Meadows Museum, Dallas
- Korb mit Pfirsichen, Äpfeln und Pflaumen, sign. und dat. 1654, Prado, Madrid
- Stillleben mit Süßigkeiten auf einem Kabinettschränkchen und Blumen, um 1660 (?), Privatsammlung, Barcelona
- Ein Paar von Blumenstillleben, signiert und datiert 1663, Prado, Madrid:
  - 1) Strauß mit rosa Rosen und blauen Iris in einer Metallvase und eine Porzellanschale mit Nelke
  - 2) Strauß mit weißen und roten Rosen und Nelken und gelber Iris in einer Metallvase und eine Glasschale mit Ringelblume
- Ein Paar Stillleben, signiert und datiert 1663, Colección Masaveu:
  - 1) Bodegón mit süßem Gebäck und einer Vase mit Nelken und Jasmin
  - 2) Bodegón mit Kastanien, Oliven und Wein
- Blumenvase mit Sonnenblume und gelben Tagetes, 1665, Privatsammlung
- Zwei Blumenstillleben, je 101 × 72 cm, Collección Botín, Santander[24]
- Zwei große Stillleben mit Blumen in verschiedenen Vasen und Schalen aus Metall, Glas und Porzellan, je 110 × 137 cm, Privatsammlung, Madrid[25]
- Ein Paar Stillleben mit Blumen in skulptierten Alabastervasen, signiert und datiert 1665, Privatsammlung (2011 in Auktion bei Christie’s)[26]
- Ein Paar von Stillleben mit Blumen in blau-weißen Keramikvasen, 1667, Privatsammlung (zeitweise im Depot des Museu Nacional d’Art de Catalunya, Barcelona)[22]

### Zuschreibung
- Der Kavalier und der Tod, Hospital de la Santa Caridad, Sevilla